# Юньюас
Юньюа́с (фр. Ugnouas, окс. Unhoans) — коммуна во Франции, находится в регионе Юг — Пиренеи. Департамент — Верхние Пиренеи. Входит в состав кантона Рабастенс-де-Бигор. Округ коммуны — Тарб.
Код INSEE коммуны — 65457.

## География

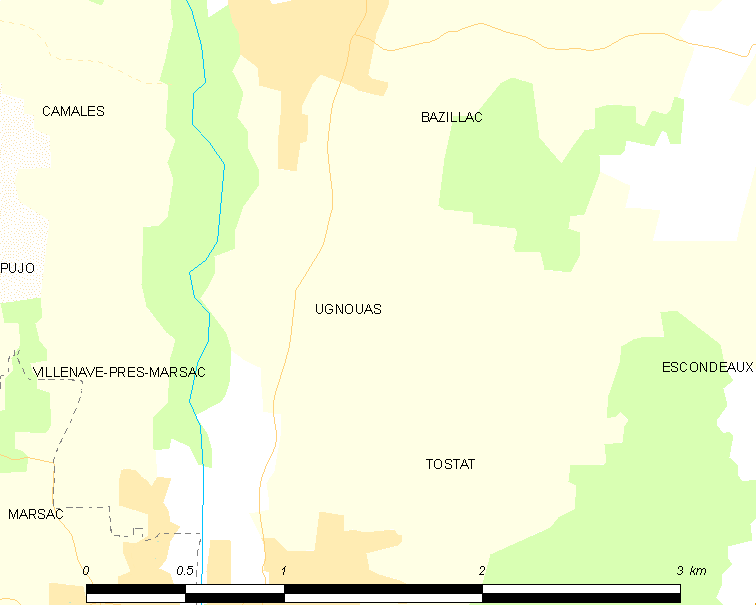
Карта коммуны

Коммуна расположена приблизительно в 640 км к югу от Парижа, в 115 км западнее Тулузы, в 13 км к северу от Тарба.
На западе коммуны протекает река Адур.

## Климат
Климат умеренно-океанический с солнечной тёплой погодой и обильными осадками на протяжении практически всего года.

## Население
Население коммуны на 2010 год составляло 75 человек.
| 1962 | 1968 | 1975 | 1982 | 1990 | 1999 | 2010 |
| ---- | ---- | ---- | ---- | ---- | ---- | ---- |
| 49   | 52   | 47   | 57   | 64   | 73   | 75   |

## Администрация
| Период | Период | Фамилия      | Партия | Примечания |
| ------ | ------ | ------------ | ------ | ---------- |
| 2001   | 2020   | Кристин Абас |        |            |

## Экономика
В 2010 году среди 48 человек трудоспособного возраста (15-64 лет) 39 были экономически активными, 9 — неактивными (показатель активности — 81,3 %, в 1999 году было 68,5 %). Из 39 активных жителей работали 39 человек (18 мужчин и 21 женщина), безработных не было. Среди 9 неактивных 1 человек был учеником или студентом, 7 — пенсионерами, 1 был неактивным по другим причинам.